# Mediaworks Hungary Zrt.
A Mediaworks Hungary Zrt. 2014-ben létrejött magyar médiavállalat, számos napilap, magazin, weboldal kiadója Magyarországon.

## Története
A kombinát megalakulását a svájci Ringier-hez tartozó Ringier Kiadó Kft. és a német tulajdonosi hátterű Axel Springer-Budapest Kiadói Kft. fúziójának köszönheti. Magyarországi leányvállalataik 2010-es összeolvadását az így létrejövő cég túlságosan nagy politikai befolyása és gazdasági piactorzító hatása miatt nem engedélyezte a magyar Médiatanács és a Gazdasági Versenyhivatal (GVH). Ezért a két nemzetközi cégnek magyar érdekeltségeik egy részétől meg kellett válniuk: 2014. január 23-án médiaportfóliójuk egy részét eladták Heinrich Pecina érdekeltsége, az osztrák Vienna Capital Partners (VCP) részére. A VCP összevonta magyar médiaérdekeltségeit, és ebből alakult meg a Mediaworks 2014. október 1-jén.
A kiadócsoport több vállalatot fog össze, így a korábbi Ringier Kiadó, Axel-Springer Magyarország, Népújság, Petőfi Népe, Zöld Újság, Julius Magazines teljes tulajdonát és a Népszabadság Zrt. többségi tulajdonát. A kiadócsoporthoz tartozik ezen felül a korábbi Ringier Nyomda (Budatétényben, a Harbor Parkban), valamint az előfizetéses lapterjesztést végző MédiaLog.
2015. június 1-jétől a Mediaworks Hungary Zrt.-t és a csoporthoz tartozó leányvállalatokat Rónai Balázs vezette. 2015. március elejétől a Fanny hetilap megújult külsővel és új napon, szerdánként jelenik meg. A Mediaworks kiadásában a magazin eladott példányszáma közel megduplázódott. A kiadó 2015. március végén tvmusor.hu címmel új tévémagazint indított. 2015 áprilisában a Lakáskultúra című prémium lakberendezési magazin is új külsővel, havilapként jelenik meg. 2015 májusában a Mediaworks megújította regionális lapjait.
2016. szeptember 30-án megvásárolta a Pannon Lapok Társasága Kiadói Kft.-t (PLT) az Ost Holding GmbH-tól, ami a német Funke Médiacsoport (korábban WAZ) magyar leányvállalata. Ezzel egyebek mellett további négy megyei és egy városi napilap (Fejér Megyei Hírlap, Napló, Vas Népe, Zalai Hírlap valamint a Dunaújvárosi Hírlap) kiadója lett. A vételárat üzleti titokként kezelték.
2016. október 25-én az Opimus Press Zrt. vette meg a cég részvényeinek 100%-át. Az Opimus Press Zrt. mögött sokan Mészáros Lőrincet sejtik, a Fidesz-közeli nagyvállalkozó azonban tagadta, hogy ő vette volna meg a Mediaworksöt. Állítása szerint egyetlenegy Opimus-részvénye sincs és nem is volt. Fél évvel később azonban bejelentették, hogy az Opimus többségi tulajdona Mészáros Lőrinchez került. Az új vezérigazgató a Magyar Idők napilap tulajdonosa Liszkay Gábor lett.
2017. június 1-jén a sajtó közölte, hogy míg a Mediaworks mint anyacég veszteséges volt (11 milliárdos árbevétel mellett 2,5 milliárd forintos mínuszt hozott össze), addig a 2016. október elején megszüntetett Népszabadság nyereséges volt.
2017. június 2-án a HVG megírta, hogy a Magyar Idők Kiadó Kft. 2016-os éves beszámolójához leadott kiegészítő mellékletben a céltartalék fejezetben fel van tüntetve, hogy Liszkay Gábor, a Magyar Idők Kiadó Kft. 100 százalékos tulajdonosa, el fogja adni a céget a Mediaworks Zrt.-nek. A Magyar Idők Kiadó Kft. egy év alatt közel 1,5 milliárd forinttal növelte árbevételét, amely elérte a 2,4 milliárd forintot, így 2016-ban 375 millió forint adózás előtti nyereséget könyvelhetett el.
2020. április 9-én Liszkay Gábor bejelentette, hogy távozik a Mediaworks éléről, 2020. április 15-i hatállyal. Utódja Szabó László lett.

## Vezetői
Vezérigazgatók:
- 2014. október 1. – 2015. május 26.: Mihók Attila
- 2015. június 2. – 2016. október 8.: Rónai Balázs[13]
- 2016. október 8. – 2016. október 10.: Katona Viktor (megbízott)[14]
- 2016. október 12. – 2016. október 27.: Door Tamás (megbízott)[15][16]
- 2016. október 27. – 2020. április 15.: Liszkay Gábor[17] (elnök-vezérigazgató)
- 2020. április 15. – 2021. november 15. Szabó László (elnök-vezérigazgató)[18]
- 2021. november 15. – Kálmán Erika (elnök-vezérigazgató)[19]

## Médiaérdekeltségei

### Országos napilapok
- Magyar Nemzet
- Bors

### Regionális napilapok
- 24 óra
- Békés Megyei Hírlap
- Délmagyarország
- Észak-Magyarország
- Fejér Megyei Hírlap
- Hajdú-Bihari Napló
- Heves Megyei Hírlap
- Kelet-Magyarország
- Kisalföld
- Veszprém Megyei Napló
- Nógrád Megyei Hírlap
- Petőfi Népe
- Somogyi Hírlap
- Tolnai Népújság
- Új Dunántúli Napló
- Új Néplap
- Vas Népe
- Zalai Hírlap

### Hetilapok
- Fanny
- Hot! magazin
- Vasárnap Reggel

### Kétheti lapok
- Autó-Motor

### Havilapok
- Fanny Konyha
- Lakáskultúra

### Időszaki nyomtatott kiadványok
- Édes Élet
- hot! extra
- Ínyenc
- Sport&Life
- Test&Lélek

### Digitális termékek
- agrariumonline.hu
- automotor.hu
- bama.hu
- baon.hu
- Beol.hu
- deliapro.hu
- figyelo.hu
- freemail.hu
- delmagyar.hu
- heol.hu
- ingatlanbazar.hu
- jegyed.hu
- kemma.hu
- lakaskultura.hu
- lapcentrum.hu
- mindmegette.hu
- sonline.hu
- szoljon.hu
- teol.hu
- tvmusor.hu
- veol.hu
- vg.hu
- videa.hu
- zaol.hu